# Megalithanlagen von Wardhouse
Zu den Megalithanlagen von Wardhouse im Townland Wardhouse (irisch Na Cabháin) zählen zwei Portal Tombs, zwei Court Tombs und ein Wedge Tomb. Die Megalithanlagen liegen auf Wiesen nahe der steil abfallenden Felsküste der Donegal Bay im County Leitrim in Irland, etwa 4 km von Bundoran entfernt. Darüber hinaus gibt es zahlreiche weitere Monumente, insbesondere Menhire.

## Portal Tomb (LE001-020)
Lage: 54° 28′ 7,5″ N, 8° 20′ 50,8″ W
Das Portal Tomb wird auf Karten als Giant's Grave bezeichnet. Es ist stark beschädigt.  Ein 2,1 m hoher Stein (vermutlich einer der Portalsteine) sowie ein daneben stehender Stein sind stark geneigt. Auf der gegenüberliegenden Seite sind zwei niedrigere Steine; es ist anzunehmen, dass der obere Teil abgebrochen ist. Die Kammer ist an den beiden Enden offen.
In dem jetzigen Zustand ist eine Klassifizierung als Portal Tomb nicht sicher, kann aber als wahrscheinlich angenommen werden.

## Portal Tomb (LE001-022)
Lage: 54° 28′ 10,6″ N, 8° 20′ 47,1″ W
In das Portal Tomb ist seitlich eine Steinmauer integriert. Die Kammer ist etwa 1,0 × 0,5 m groß; die beiden Portalsteine haben eine Höhe von 1,15 m. Dazwischen ist ein Schwellenstein. Der Endstein auf der Rückseite ist in die Kammer hinein geneigt.
Auch hier ist eine Klassifizierung als Portal Tomb nicht sicher, wird aber als wahrscheinlich angenommen.

## Court Tomb (LE001-021)
Lage: 54° 28′ 9,9″ N, 8° 20′ 49,5″ W
Dieses Court Tomb, ebenfalls Giant's Grave genannt, ist etwa 8,0 m lang und in drei Kammern unterteilt. Eckpfeiler markieren den Eingang. Die erste und zweite Kammer sind ebenfalls durch jeweils zueinander passende Eckpfeiler getrennt. Dagegen sind die zwischen der zweiten und der dritten Kammer unterschiedlich. Am Ende steht ein großer Stein.

## Court Tomb (LE001-024)
Lage: 54° 28′ 11″ N, 8° 20′ 45,9″ W
Diese Anlage, die als Giants' Graves bekannt ist, ist völlig mit Brombeeren überwuchert. Sie besteht aus einem 33 m langen, 8 m breiten Cairn mit zwei Kammern als Galerie sowie zwei Nebenkammern.

## Wedge Tomb (LE001-023)
Lage: 54° 28′ 12,5″ N, 8° 20′ 48,2″ W
Dies ist eine weitere als Giant's Grave bekannte Anlage. Es besteht aus einer niedrigen, kleinen Galerie, die von einem einzelnen großen Deckstein bedeckt ist. Dieser lehnt sich zur Seite, da dort die Seitensteine kollabiert sind. Auch dieses Tomb ist teilweise von Hecken überwuchert.